# Mercedes Morán
Mercedes Morán, née le 21 septembre 1955 à Concarán, est une actrice argentine.
En 2022, elle est membre du jury du 70e Festival de San Sebastian, présidé par le réalisateur Neil Jordan.

## Filmographie partielle
- 1987 : Sentimientos: Mirta de Liniers a Estambul de Jorge Coscia et Guillermo Saura
- 1989 : Nunca estuve en Viena d'Antonio Larreta : Eugenio
- 1994 : D'amour et d'ombres (Of love and shadows) de Betty Kaplan : Maria Elena
- 2001 : La Ciénaga de Lucrecia Martel : Tali
- 2004 : Carnets de voyage (Diarios de motocicleta) de Walter Salles : Celia de la Serna
- 2004 : La Sainte Fille (La niña santa) de Lucrecia Martel : Helena
- 2004 : Luna de Avellaneda de Juan José Campanella : Graciela
- 2004 : Whisky Romeo Zulu d’Enrique Piñeyro : Marcela
- 2004 : Proxima salida de Nicolas Tuozzo : Susana de Velmar
- 2006 : Remake de Roger Gual : Carol
- 2006 : Cara de queso 'mi primer ghetto' d'Ariel Winograd :
- 2008 : Agnus Dei (Cordero de Dios) de Lucía Cedrón : Teresa en 2002
- 2008 : La ronda (es) d'Inés Braun : Monica
- 2008 : Un novio para mi mujer de Juan Taratuto : voix de Blanca
- 2011 : Los Marziano d'Ana Katz : Nena
- 2011 : Olympia de Leonardo Damario : la directrice
- 2014 : Betibú de Miguel Cohan : Nurit Iscar
- 2015 : Chiamatemi Francesco - Il Papa della gente de Daniele Luchetti : Esther Bellestrino
- 2016 : Neruda de Pablo Larraín : Delia del Carril
- 2017 : Maracaibo de Miguel Angel Rocca : Cristina
- 2017 : Artax : un nuevo comienzo de Diego Corsini : Mariana adulte
- 2018 : El Ángel de Luis Ortega : Ana María
- 2018 : Sueño Florianópolis d'Ana Katz : Lucrecia
- 2018 : Retour de flamme (El amor menos pensado) de Juan Vera : Ana
- 2018 : Familia sumergida de Maria Alche : Marcela
- 2019 : Araña d'Andrés Wood : Inés
- 2023 : L'Intime Conviction d'Elena (Elena sabe) de Anahí Berneri : Elena

## Distinctions
- Festival international du film de Karlovy Vary 2018 : Prix de la meilleure actrice pour son rôle dans Sueño Florianópolis[1].
- 13e cérémonie du Prix Sud : Meilleure actrice pour Familia sumergida et meilleure actrice dans un second rôle pour El Ángel[2]